# Ditlenek krzemu
Ditlenek krzemu, krzemionka, nazwa Stocka: tlenek krzemu(IV), SiO
2 – nieorganiczny związek chemiczny z grupy tlenków, w którym krzem występuje na IV stopniu utlenienia.
Zwykle jest krystalicznym ciałem stałym o dużej twardości. Występuje powszechnie na Ziemi jako minerał kwarc – składnik różnego rodzaju skał, piasku i wielu minerałów. Tworzy kamienie półszlachetne.
W maju 2007 r. łazik Spirit odkrył na Marsie obszar bogaty w 90% w ditlenek krzemu. Naukowcy przypuszczają, że krzemionka na Marsie pochodzi z interakcji gleby z kwaśnymi opadami, tworzonymi przez aktywność wulkaniczną w obecności wody, co wskazywałoby na istnienie wody na Marsie w przeszłości.

## Struktura
Wzór empiryczny ditlenku krzemu (SiO
2) nie oddaje dobrze jego faktycznej struktury w stanie stałym. W rzeczywistości ditlenek krzemu tworzy rozbudowane struktury przestrzenne, w których prawie każdy atom krzemu jest połączony z czterema atomami tlenu, zaś prawie każdy atom tlenu łączy się z dwoma atomami krzemu. W sieci tej występuje jednak wiele defektów. Ponadto powierzchnia krzemionki, w zależności od pochodzenia może zawierać atomy wodoru, metali alkalicznych lub grupy hydroksylowe.

## Odmiany
W naturze krzemionka powstaje w wyniku wytrącenia z gorących roztworów. Może przyjmować formę bezpostaciową (opal) lub skrytokrystaliczną (chalcedon, agat), natomiast w wyższych temperaturach we wnętrzu Ziemi tworzy formy krystaliczne: kwarc, trydymit, krystobalit, coesyt i stiszowit. W specyficznych warunkach powstaje lechatelieryt.
Krzemionka jest też końcowym produktem bardzo powolnego rozkładu krzemianów pod wpływem wody i dwutlenku węgla.
Dwutlenek krzemu tworzy różne minerały w zależności od zabarwienia i postaci w jakiej występuje. Najczęstszą postacią SiO
2 jest kwarc. Występuje on w przyrodzie w dużych ilościach jako piasek. Zawiera najczęściej różne zanieczyszczenia. Kryształy kwarcu mogą być bezbarwne i pięknie wykształcone, np. kryształ górski. Mogą być także zabarwione na kolor fioletowy (ametysty) lub żółty (cytryny). Kwarc stanowi główny składnik takich skał jak: granit, gnejs, piaskowiec.
Krzemionka jest bardzo rozpowszechnionym związkiem w skorupie ziemskiej. W miarę czyste jej postacie (głównie piasek i piaskowiec) stanowią ok. 12% jej masy, natomiast jeśli uwzględnić także wszystkie minerały, w skład których wchodzi SiO
2 jako część ich struktury, łączna jej zawartość wynosi ok. 50% skorupy ziemskiej.

### Krzemionka biogeniczna
Niektóre postacie krzemionki (także uwodnionej, jako opal) powstają w organizmach żywych. Krzemionka jest składnikiem skorupek okrzemek, których złoża tworzą diatomit zawierający 80–95% krzemionki. Rośliny wytwarzają drobne krzemionkowe twory zwane fitolitami.

## Minerały

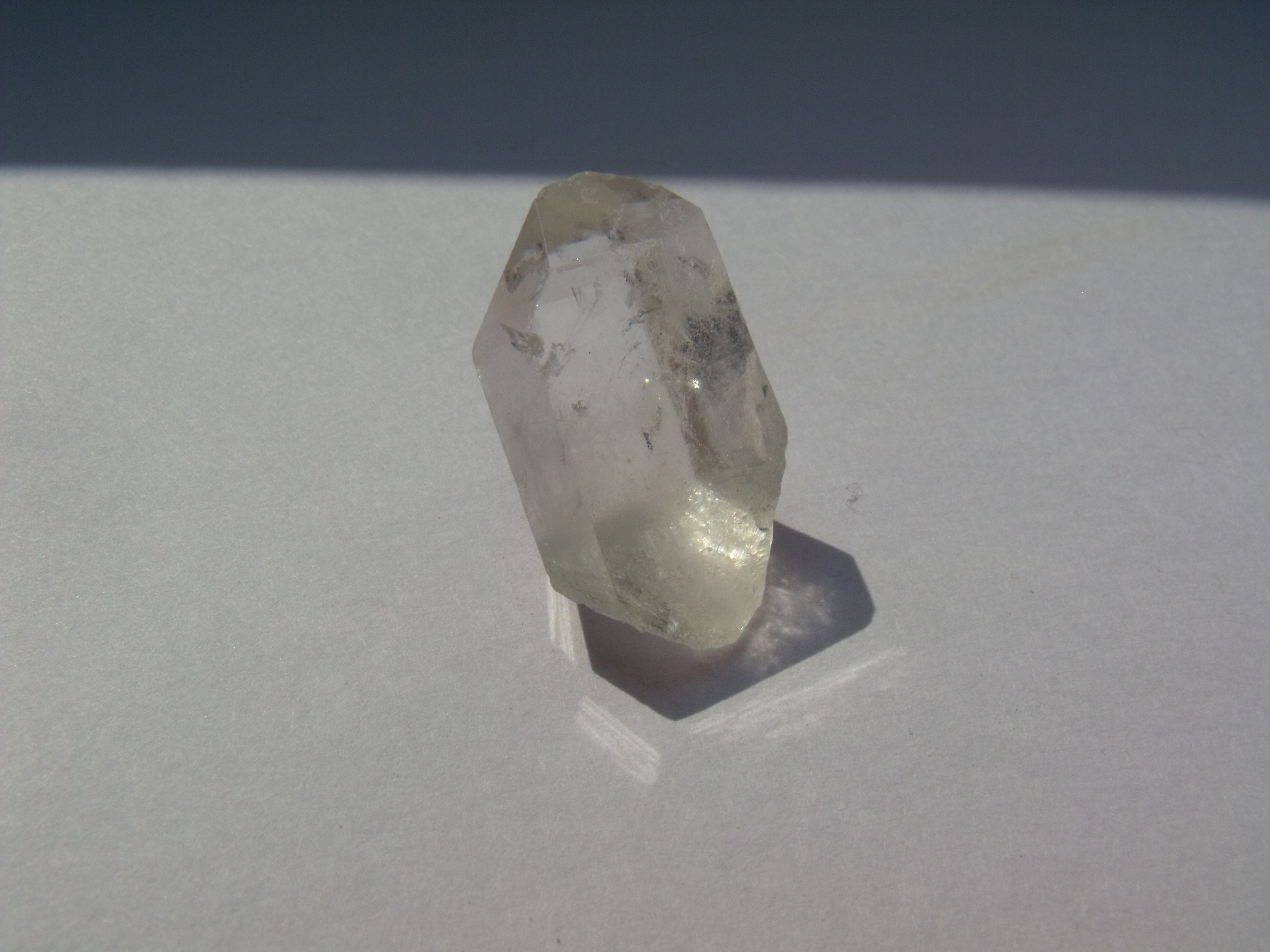
Kryształ kwarcu

Czysta krzemionka ma kilka odmian krystalicznych. Pod normalnym ciśnieniem są one trwałe w temperaturach:
- kwarc α: <573 °C
- kwarc β: 573–867 °C
- trydymit: 867–1470 °C
- krystobalit: 1470–1722 °C (temperatura topnienia)

W wysokich ciśnieniach występują ponadto odmiany krystobalit α i trydymit α.
Inne odmiany:
- opal
- chalcedon
- lechatelieryt
- keatyt
- coesyt
- stiszowit

## Krzemionka
Podczas bardzo wolnego ochładzania zestala się na szkliste, bezpostaciowe ciało stałe, tzw. szkło kwarcowe.
Krzemionka jest substancją stałą o dużej twardości. Topi się w temperaturze 1723 °C (można ją obniżyć dodając tzw. topniki). Temperatura wrzenia wynosi 2230 °C. Krzemionka ma wysoką odporność chemiczną. Reaguje z alkaliami, przy czym reakcje te przebiegają bardzo powoli, z wyjątkiem stężonych, gorących roztworów wodnych wodorotlenków, np. potasu (KOH) i sodu (NaOH). Reaguje ze stopionym Na
2CO
3 i K
2CO
3, gazowym fluorowodorem (HF) oraz kwasem fluorowodorowym.
W wyniku reakcji z KOH, NaOH, Na
2CO
3 i K
2CO
3 powstają odpowiednie sole – krzemiany sodu i potasu, które są rozpuszczalne w wodzie i sprzedawane jako tzw. szkło wodne. Ditlenek krzemu ogrzewany z pierwiastkowym krzemem w próżni do temperatury 1250 °C daje tlenek krzemu (SiO).
SiO
2 + Si → 2SiO

## Zagrożenia
Rozdrobniona krzemionka (kwarc) może być przyczyną pylicy płuc. Szczególnie narażeni na tę chorobę są pracownicy zatrudnieni w piaskowniach, kopalniach oraz przemyśle, w którym wykorzystuje się piasek.
Cząstki pyłu o średnicy poniżej 3 μm osadzają się w pęcherzykach płucnych powodując zmiany w ich budowie, prowadzące do zwłóknienia płuc.

## Zastosowanie
Z czystej krzemionki wytwarza się:
- szkło kwarcowe – całkowicie amorficzna krzemionka topiona[7] o wysokiej czystości; charakteryzuje się bardzo niskim współczynnikiem rozszerzalności cieplnej, w przeciwieństwie do innych szkieł nie pochłania promieniowania UV. Stosowane do wyrobu szkła laboratoryjnego i elementów optycznych
- żel krzemionkowy – kserożel uwodnionej krzemionki; stosowany jako środek suszący i faza stała w chromatografii
- aerożel krzemionkowy

Ditlenek krzemu w formie piasku (kwarcowego) jest stosowany do produkcji szkła, szkła wodnego, zaprawy murarskiej, cementu, wyrobów ceramicznych, emalii, form odlewniczych i innych. Jest również surowcem do otrzymywania krzemu i jego stopów. Silikażel jest stosowany jako środek suszący, katalizator, nośnik katalizatorów. Odmiany ditlenku krzemu są stosowane do wyrobów jubilerskich, a także do tworzenia przedmiotów ozdobnych, np. pucharów.
Krzemionka jest również głównym składnikiem materiałów izolacyjnych, stosowanych w budownictwie oraz przemyśle.
Kwarc oraz szkło kwarcowe są ważnymi materiałami stosowanymi w optyce, spektroskopii i elektronice.